# J. J. P. Oud
Jacobus Johannes Pieter Oud (Purmerend, 9 de febrero de 1890-Wassenaar, 5 de abril de 1963) fue un arquitecto y modelista neerlandés, uno de los seguidores de la corriente arquitectónica del neoplasticismo y principal representante del movimiento moderno en su país, también fue un gran modelista a escala, y su principal influencia fue De Stijl, con la que colaboró con la creación del manual del maquetista en 1910.

## Biografía
Estudió arte en Ámsterdam y arquitectura en el Politécnico de Delft, aunque completó su formación trabajando para Jan Stuyt y P.J.H. Cuypers en Ámsterdam y Theodor Fischer en Múnich.
En 1915 conoció a Theo van Doesburg y se vinculó al grupo De Stijl, el movimiento de la abstracción geométrica que buscó, bajo el liderazgo del pintor Piet Mondrian y la colaboración de Gerrit Rietveld, un nuevo arte objetivo, donde se integrarían pintura y arquitectura.
Entre sus principales obras neoplásticas destacan la fábrica de Purmerend (1917) y el café De Unie en Róterdam (1924-1925, destruido en 1940 y más tarde reconstruido), donde las líneas ortogonales se subrayan con los colores puros de la pintura neoplástica.
Sin embargo, Oud no llegó a firmar el manifiesto De Stijl y se fue apartando de la ortodoxia del grupo para aproximarse a los planteamientos de la Nueva objetividad (Neue Sachlichkeit) alemana.
En 1918 obtuvo el puesto de arquitecto municipal de Róterdam, desde donde proyectó un gran número de viviendas sociales funcionalistas como las de Kiefhoek (1922-1924) en Róterdam o las de Hoek van Holland (1924-1927), donde la influencia del expresionismo se combina con los planteamientos racionalistas del movimiento moderno.
Antes de la II Guerra Mundial también se desmarcó de la ortodoxia de los CIAM al proyectar el edificio de Shell (1938-1942) en La Haya, afectado por la tendencia monumental y decorativa de la arquitectura estadounidense.
La figura de Oud es una de las más influyentes en la difusión europea del estilo internacional. A pesar de su relativa independencia de los grupos de vanguardia, mantuvo durante toda su carrera unos firmes principios racionales y una convincente sinceridad constructiva, heredada de Hendrik Petrus Berlage.
Falleció en Wassenaar en 1963 a los 73.

## Cronología de su obra
- 1906 Casa en Purmerend
- 1912 Teatro de cine, bloque habitacional de trabajadores, y casas individuales pequeñas en Purmerend
- 1913 - 1914 Pequeñas casas en Leiden
- 1915 Proyecto de una casa de baños municipal, no realizado.
- 1917 Casa en Katwijk-aan-Zee (colaboración con Kamerlingh Onnes). Casa en Noordwijkerhout (colaboración con Theo van Doesburg). Proyecto de una fila de casas costaneras, no ejecutado
- 1918 Spangen, Bloques I y V, casas obreras en Róterdam.
- 1919 Spangen, Bloques VIII y IX. Proyectos de una fábrica y una bonded Warehouse, no realizados.
- 1920 - 1921 Tuschendijken, Bloques I a IV y VI en Róterdam
- 1921 Proyecto de una casa en Berlín, no realizada
- 1922 Ciudad Jardín en Róterdam, Oud-Mathenesse.
- 1923 Oficina del Superintendente en Oud-Mathenesse, temporaria
- 1925 Café De Unie en Róterdam
- 1926 Proyecto del Hotel Stiassni en Brno, Checoslovaquia, no realizada. Proyecto en competición del Rotterdam Exchange, no realizado
- 1926 - 1927 Edificios obreros en Hoek de los Países Bajos
- 1927 Fila de 5 casas en la Exposición de Casas de Weissenhof, Stuttgart. Adicionado a la villa en Katwijk-aan-Zee.
- 1928 - 1930 Keifhoek Housing Development en Róterdam
- 1931 Proyecto de departamentos en Róterdam, no realizado. Proyecto de edificación en Pinehurst, no realizado
- 1956, Monumento Nacional (con el escultor John Raedecker), Plaza Dam, Ámsterdam